# Shinichi Suzuki
Shinichi Suzuki (鈴木鎮一 Suzuki Shin'ichi) (17. oktober 1898 i Nagoya, Japan – 26. januar 1998 samme sted) var violinist og succesrig musikpædagog.
Hans far, Masakichi Suzuki, var også violinist og violinbygger, og grundlagde den første violinfabrik, som efter kort tid havde over 1000 ansatte. Shinichi Suzuki begyndte i en alder af 17 år med violinundervisning. Fra 1921 til 1928 studerede han hos professor dr. Karl Klinger ved Universität der Künste Berlin. I 1930 vendte han tilbage til Japan sammen med sin tyske kone og blev direktør for Teikoku Music School og dirigent for Tokyo String Orchestra. 
Dr. Suzuki har opnået stor berømmelse med sin læremetode, der oprindeligt var bestemt for strygeinstrumenter.
Hans teori bygger på følgende: Når et lille barn allerede i en alder af to til tre år kan lære noget så kompliceret som sprog, hvorfor skulle det så ikke også med daglige gentagelser kunne lære et spille på et strygeinstrument?
De vigtigste elementer i Suzuki-metoden er:
- Tidlig start på undervisningen (i en alder af to til tre år).
- Barnet skal høre meget musik.
- Violinspillet foregår i de første år uden noder.
- Inddragelse af forældrene i læreprocessen.
- Et fast grundrepertoire.
- Enkeltundervisning kombineret med fællestimer i grupper.

Mange kommunale musikskoler i Danmark tilbyder undervisning efter Suzuki-metoden.